# Alcorà
L'Alcorà (àrab: القرآن, al-Qur'ān, /qur'ʔaːn/, ‘lectura en veu alta’, ‘recitació’, ‘predicació’) és el llibre sagrat de l'islam. Per als musulmans, aquest llibre conté la paraula de Déu (Al·là), revelada al profeta Mahoma (Muhàmmad) per mitjà de l'arcàngel Gabriel (Jibril). Es tracta igualment del primer llibre escrit en àrab.
L'Alcorà és el llibre sagrat de l'islam. Per als musulmans conté textualment la paraula de Déu i és considerat com a etern i miraculosament inimitable. En la teologia musulmana, l'autoritat de l'Alcorà ho domina tot. Es tracta igualment del primer llibre escrit en àrab i l'estil que utilitza, proper a la poesia, va marcar profundament el desenvolupament de la literatura en aquesta llengua.
A causa d'això, en els actes religiosos islàmics es fa servir exclusivament l'àrab: es considera que quan l'Alcorà es tradueix es perd part del missatge que conté; a més, només pot ser copiat en escriptura cal·ligràfica. També es considera que cal escoltar-lo, per la qual cosa, quan se'l llegeix, s'ha de fer en veu alta. Existeixen set sistemes canònics de lectura de l'Alcorà.
Mahoma va transmetre oralment les revelacions que rebia i els auditors les van transcriure en fulles de palmera, trossos de cuir o ossos. A la mort del Profeta, l'any 632, es van començar a reunir els texts fins a quedar fixats, durant el califat d'Uthman ibn Affan (644-655), amb la forma que avui presenten: 114 capítols (sures), cadascun dividit en versicles (aleies).
L'Alcorà també és anomenat, entre altres denominacions, furqān (‘discriminació entre el bé i el mal'), dikr (‘amonestació’), hudā (‘guia’) o simplement kitāb (‘llibre’).
Tota l'obra gira al voltant del tawhid o principi de la unitat absoluta de l'existència, que queda condensat en la fórmula Lā 'ilāha 'illā Llāhu, 'No hi ha més divinitat que Déu', i fins i tot Lā 'ilāha 'illāhu, 'No hi ha més divinitat que Ell'. Aquest és el nucli de la cosmovisió islàmica, del qual es desprèn una concepció holística de l'existència com un tot integrat.

## La visió musulmana
Els musulmans defineixen l'Alcorà com un missatge d'Al·là a la humanitat, transmès mitjançant una cadena que comença en Déu mateix, que continua amb l'arcàngel Gabriel i s'acaba en el profeta Mahoma. La tradició diu que aquest missatge fou revelat a Mahoma entre els anys 610 i 632.
El llenguatge del missatge original fou l'àrab. De l'Alcorà se n'han fet traduccions a molts idiomes; ara bé, una traducció de l'Alcorà no és pas la paraula exacta de Déu i, per això, no pot tenir mai el mateix valor que l'original àrab. En realitat, una traducció de l'Alcorà sempre és una interpretació. Això es deu al fet que el text està concebut per a ésser recitat i escoltat; si això no es fa en àrab, la dicció, el ritme i les rimes canvien, per tant pertorben el mateix sentit del missatge. Existeixen set sistemes canònics de lectura de l'Alcorà.
L'Alcorà és una de les dues bases fonamentals de l'islam; l'altra és la sunna, l'exemple donat pel Profeta amb la seva vida. A diferència de la sunna, l'Alcorà és la paraula exacta de Déu, mentre que la sunna només són les paraules i les accions del Profeta, inspirades en la divinitat. L'Alcorà no s'ha expressat pas mitjançant paraules humanes sinó que el seu contingut, lletra per lletra, l'ha fixat Déu mateix.
El Profeta Mahoma és el darrer missatger de Déu a la Humanitat; per tant, l'Alcorà és el darrer missatge que Déu ha enviat i els missatges anteriors (la Torà, els Salms i els Evangelis) han quedat derogats. És una obligació i una benedicció per a tot aquell que sent a parlar de l'existència de l'Alcorà i de l'islam investigar-lo i avaluar-lo per ell mateix.

### Inimitabilitat de l'Alcorà
Els musulmans creuen en l'ijaz (اعجاز i'jaz), la inimitabilitat miraculosa de l'Alcorà (el significat precís del terme àrab no és 'inimitable', sinó 'nul·litat de qualsevol intent d'imitació'). L'ijaz és la creença que cap paraula humana pot coincidir amb les de l'Alcorà ni en el contingut ni en la forma. D'acord amb aquesta doctrina, l'Alcorà és un miracle i, per tant, és la prova que Muhàmmad va ser un autèntic profeta (ja que, segons l'islam, la realització de miracles és un atribut dels profetes). Això té el doble objectiu de demostrar l'origen diví del llibre i l'autenticitat de la profecia de Muhàmmad a qui va ser revelat. La doctrina d'un Alcorà miraculós va madurar durant dos segles fins que a final del segle x se'n van establir els primers treballs.

## Estructura i forma

### La llengua de l'Alcorà
El text de l'Alcorà fou escrit en àrab, però hi apareixen també paraules d'origen hebreu o siríac, tot i que molts musulmans són contraris a admetre l'existència d'estrangerismes a l'Alcorà, ja que el consideren escrit en la forma més pura de la llengua àrab. Aquests préstecs lingüístics són principalment paraules tècniques com ara injil (= Evangeli), derivada del grec evangelion; taurāt (= la Llei o la Torà), d'origen hebreu; Iblís (= el Dimoni), procedent del grec diabolos. També hi ha traduccions o adaptacions de termes teològics com ara āmana(= creure), d'origen hebreu o arameu i salāt (= pregària), probablement d'origen siríac.
L'extensió de l'Alcorà és similar a la del Nou Testament. Per tal de facilitar-ne la recitació durant el mes sagrat de ramadà es divideix en trenta fragments (juz, plural ajzà), un per a cada dia. Tanmateix, la divisió principal de l'Alcorà és en 114 capítols anomenats sures. Amb l'excepció de la primera, una breu pregària que fa d'obertura del llibre, totes les altres estan ordenades no pas segons el seu contingut sinó de la més llarga a la més curta. Com que les sures més llargues es refereixen a la part final del missatge de Mahoma, les sures més antigues són les que es troben al final del llibre i les més noves, al principi.

### Sures i aleies
En la versió actual de l'Alcorà, cadascuna de les sures té un encapçalament on hi ha:
- un títol, derivat d'alguna paraula important a la sura (La vaca, Els poetes), però que no és pas una indicació del contingut del capítol
- la bàsmala, és a dir, la fórmula En el nom de Déu, el Clement, el Misericordiós; aquesta fórmula, però, no apareix pas a la novena sura
- una indicació sobre si la sura fou revelada a Medina o a la Meca i sobre el nombre dels seus versicles, que pot anar des de tres fins a 386.
- en alguns 29 casos, unes lletres assenyalades (muqattat), el significat de les quals no s'ha esbrinat del tot; podria ser que es tractés d'abreviatures indicant una determinada col·lecció de sures o bé podria ser que tinguessin un significat esotèric.

Els versicles de l'Alcorà s'anomenen aleies (en àrab aya, plural ayat, que vol dir 'ell canta') i varien molt en la seva longitud. Els versicles més curts acostumen a ser els de les primeres sures, on l'estil de la revelació de Mahoma resulta força semblant al de la prosa rimada, comú entre els àrabs al segle vii. A mesura que els versicles es van fent més llargs, les rimes esdevenen més escasses. Hi ha també un important canvi d'estil en el llenguatge, les primeres sures estan escrites amb frases curtes, expressions vives i força poètica; les darreres esdevenen cada vegada més detallistes, complexes i amb un llenguatge molt prosaic. Així doncs, resulta difícil determinar si una rima marca la fi d'un vers i hi ha variacions en la numeració dels versos, com ara les que es donen entre les edicions usades al món occidental i l'edició d'Egipte considerada oficial.
Generalment, l'Alcorà apareix com el discurs de Déu, que, en moltes ocasions, parla en plural majestàtic. Quan qui parla és Mahoma, les seves paraules apareixen després de la forma imperativa 'digues', per indicar que el Profeta parla només per voluntat de Déu. De vegades, hi apareixen diàlegs en què Mahoma refuta les objeccions que algú presenta a les seves paraules. Els passatges narratius són breus, sovint es fa al·lusió a narracions i personatges d'origen bíblic. L'èmfasi es posa no pas en la narració del fet sinó en el seu caràcter didàctic.
Les sures no acostumen a ser uniformes en estil i en continguts. El text més llarg dedicat a un determinat tema és la sura dotzena, que explica la història de Josep, amb moltes diferències respecte del relat de la Bíblia, que semblen originar-se en fonts jueves. D'altra banda, les sures més llargues es divideixen en breus seccions tractant sobre temes diferents; a més, moltes frases com ara tanmateix, Déu és misericordiós i compassiu; Déu és omniscient i savi; molts d'ells no saben res apareixen al text sense tenir res a veure amb el context immediat, de tal manera que semblen inserides només per intentar aconseguir la rima desitjada.

### L'abrogació
Un element clau per comprendre l'Alcorà és la doctrina de l'abrogació. Segons aquesta, hi ha versicles que són abrogats, és a dir, anul·lats per d'altres; així s'explica que en el text s'hi puguin trobar versicles que en contradiuen d'altres. Generalment, per saber quin és el versicle que abroga i quin és l'abrogat, cal saber quin dels dos és cronològicament anterior, ja que el posterior sempre abroga l'anterior. Els versicles abrogats no tenen cap valor normatiu per als musulmans, ja que només es guien pels versicles no abrogats. Aquest fet, admès per alguns teòlegs musulmans, s'explica pel fet que durant els vint-i-tres anys que durà el període en què Mahoma va rebre les revelacions, les circumstàncies anaren canviant i, doncs, el contingut de la revelació també. Segons ho admeten aquests teòlegs, de les 114, només n'hi ha 43 de no afectades per l'abrogació.

## Doctrines

### Unitat i unicitat de Déu
L'Alcorà presenta una doctrina rigorosament monoteista: Déu és únic, no té cap company ni cap igual. El dogma trinitari, és a dir, la idea cristiana que Déu és tres persones (Pare, Fill i Esperit Sant) però una única substància, és rebutjada d'una manera radical perquè, per als musulmans, la creença en la Santíssima Trinitat és una forma de politeisme. D'altra banda, l'Alcorà també condemna la idolatria.
No hi ha cap intermediari entre Déu i la Creació, que Ell dugué a terme amb el seu absolut imperatiu Sigui. Malgrat ser omnipresent, Déu no resideix en res; és l'únic Creador i mantenidor de l'Univers, on cada criatura testimonia la seva unicitat i la seva senyoria. Déu també és just i misericordiós, la seva justícia assegura l'ordre dins de la Creació, en la qual no hi ha res fora de lloc; la seva compassió és il·limitada i ho abasta tot.
L'acte de la Creació i de l'ordenació de l'Univers és la primera acció de la misericòrdia de Déu, per la qual, totes les coses canten la Seva glòria.
En l'Alcorà, Déu hi és descrit com a majestàtic i sobirà, però també és un ésser proper a l'home; allà on algú en necessitat El crida, Ell respon. Per damunt de tot, Déu és el guia que ensenya el camí correcte.
La concepció de Déu exposada a l'Alcorà es pot interpretar com una síntesi d'elements de la tradició jueva i cristiana amb elements de l'antic paganisme àrab. Els àrabs pagans creien en un destí cec i inexorable sobre el qual l'home no tenia cap control; l'Alcorà substitueix aquesta força del destí per una predestinació (qàdar) guiada per un Déu misericordiós.

### L'Univers
Per tal de demostrar la unicitat de Déu, l'Alcorà acostuma a insistir en el designi i l'ordre de l'univers; no hi ha desordre en la Natura. L'ordre s'explica pel fet que tota cosa creada ha estat dotada amb una naturalesa ben definida per la qual encaixa en un model. Aquesta naturalesa, tot i permetre a tota cosa creada funcionar com un tot, estableix límits; aquesta idea dels límits de totes les coses és un dels punts bàsics en la cosmologia i la teologia de l'Alcorà. Així doncs, l'Univers és autònom en el sentit que totes les coses hi tenen les seves lleis de comportament, però aquestes lleis de comportament les ha donades Déu i són estrictament limitades Tot ha estat creat per Nós segons una mesura. Com que tota criatura és limitada i depèn de Déu, només Déu, que regna sense rival al Cel i a la Terra, és il·limitat, independent i autosuficient.

### L'home i elsjinns
Segons l'Alcorà, Déu va crear dues menes paral·leles de criatures: els jinns i els homes; aquells del foc, i aquests de l'argila. Sobre els jinns, l'Alcorà no en parla gaire, encara que s'hagi de sobreentendre que estan dotats de raó i de responsabilitat, però es troben molt més inclinats cap al mal que l'home. L'Alcorà, que es presenta com una guia per a la raça humana, s'ocupa principalment dels homes.
L'Alcorà explica el mite bíblic de la caiguda d'Adam (el primer home); ara bé, Déu va perdonar a l'home la seva desobediència, que l'Alcorà no considera pas com un pecat original.
Segons el mite alcorànic, uns àngels que protestaren davant Déu contra la creació de l'home perquè portaria la discòrdia a la terra foren vençuts en una competició de coneixement amb Adam. Per això, l'Alcorà defineix l'home com la més noble de totes les creacions de Déu, la que acceptà la responsabilitat que totes les altres criatures refusaren. L'Alcorà afirma repetidament que tota la Creació ha estat posada per Déu al servei de l'home; res no ha estat creat sense tenir un propòsit assignat, la missió de l'home és obeir la voluntat de Déu.
Malgrat tot, mentre que totes les altres criatures reconeixen les seves limitacions, l'home sempre és orgullós i rebel. L'orgull és el principal pecat de l'home, perquè el porta a no reconèixer les seves limitacions com a criatura creada i a pretendre, doncs, igualar-se a Déu violant-Ne la unitat. La fe veritable consisteix a creure en la unitat divina i a sotmetre's a la voluntat de Déu ('islam').

### El Diable, el pecat i el penediment
Segons l'Alcorà, el Dimoni (Iblís) havia ocupat un lloc molt alt en la Creació, però caigué en desgràcia quan va rebutjar obeir l'ordre de Déu d'honorar Adam. Des d'aleshores, la tasca del Diable i el grup d'àngels que el seguiren no s'han dedicat a res més que a intentar dur l'home cap a l'error i el pecat; les maquinacions d'Iblís no s'acabaran fins al Darrer Dia.
L'Univers sencer és ple de senyals de Déu, l'ànima humana mateixa és testimoni de la unitat de Déu. Els missatgers (profetes) s'han dedicat sempre a fer tornar els homes cap a Déu, tanmateix ha estat pocs els homes que han acceptat la veritat, la majoria l'han rebutjat i han esdevingut no creients.
Quan un home esdevé tan obstinat a rebutjar la veritat, Déu li segella el cor. Aquest és anomenat kàfir (plural kuffar), paraula que en àrab vol dir 'desagraït'. Avui dia, alguns musulmans designen els no musulmans amb la paraula kàfir, tot i que principalment s'aplica a casos extrems.
Al contrari que els kuffar, un pecador sempre pot penedir-se i redimir-se mitjançant una genuïna conversió a la veritat; Déu sempre està disposat a perdonar; un penediment sincer esborra tots els pecats i restitueix a la persona l'estat de gràcia amb què havia començat la seva vida.

### Els profetes
Els profetes (nabí) són homes especialment elegits per Déu per ser els seus missatgers; l'Alcorà exigeix als musulmans reconèixer tots els profetes per igual. D'entre els profetes en destaquen Abraham (Ibrahim), Noè (Nuh), Moisès (Mussa) i Jesús (Issa); com que la seva tasca és la reivindicació de la veritat, Déu els assenyala amb miracles: Abraham fou salvat del foc, Noè ho fou del Diluvi i Moisès, del faraó; Jesús no sols nasqué d'una mare verge, Maria o Màryam, sinó que Déu evità que fos crucificat pels jueus. La idea que els profetes sempre són finalment vindicats i salvats forma part de la doctrina alcorànica.
Tots els profetes són humans i no tenen cap mena de naturalesa divina; no són més que receptors de la revelació de Déu. Déu mai no parla directament a una persona, sinó que li envia un àngel li fa sentir la seva veu o l'inspira.
Mahoma és el darrer i el més gran dels profetes, ja que en ell tots els missatges dels profetes anteriors s'hi han manifestat. El seu principal miracle és l'Alcorà, aquella obra que cap humà no pot crear. L'arcàngel Gabriel dugué l'Alcorà al cor de Mahoma; quan rebia les revelacions per mitjà de Gabriel, Mahoma entrava en un estat de trànsit en què perdia el coneixement i suava molt.
L'Alcorà és, segons els musulmans, la transcripció d'un Llibre celestial escrit en unes taules conservades per Déu.

### Escatologia
Al Darrer Dia, quan el món arribi a la seva fi, els morts ressuscitaran i es pronunciarà un judici sobre cada persona segons les seves obres. Tot i que l'Alcorà parla principalment d'un judici individual, alguns versicles mencionen la resurrecció d'algunes comunitats que seran jutjades segons el seu llibre. Tanmateix, l'autèntica avaluació serà la individual.
L'Alcorà basa la doctrina de la resurrecció i del Darrer Dia en un argument moral —la justícia completa no s'assoleix mai en aquest món— i en un altre de teològic: en la seva omnipotència, Déu té la capacitat de destruir i fer tornar a la vida totes les seves criatures, que, a causa de la seva limitació, estan subjectes al Seu infinit poder.
En el judici, els condemnats es rostiran al foc de l'Infern i els salvats gaudiran dels plaers eterns del Paradís. A l'Infern, els condemnats, a més de patir un foc físic, en patiran un altre d'espiritual en el seu cor; al Paradís, els benaurats hi experimentaran tota mena de plaers.

### L'ajuda als necessitats
Com que el propòsit de l'existència de l'home, igual com el de qualsevol altra criatura, és la submissió a la voluntat divina, la relació de Déu amb l'home és la de comandament.
Mentre que la naturalesa obeeix Déu automàticament, l'home és l'únic que té l'opció d'obeir o de desobeir; admesa l'existència del Diable, l'existència de l'home esdevé una lluita moral. Reconèixer la unitat de Déu no es limita pas a l'àmbit intel·lectual sinó que també té conseqüències en la lluita moral que és l'existència humana, que consisteix principalment a alliberar-se un mateix de l'estretor mental i de la duresa de cor. Hom ha d'anar més enllà de si mateix i dedicar els seus béns al profit d'altri.
El deure d'alleujar el sofriment dels altres i de socórrer els necessitats constitueix una part essencial de la doctrina islàmica. Dur a terme les pregàries i postrar-se davant Déu no serveix per a res si no s'és caritatiu.
El Dimoni sempre tempta els homes dient-los que si practiquen la caritat perdran els seus béns i s'arruïnaran mentre que Déu promet la prosperitat a canvi d'ajudar el proïsme; amb la caritat s'obtindran uns beneficis molt més substanciosos que amb els diners invertits en la usura. Acumular riqueses sense preocupar-se de les necessitats dels pobres és castigat amb els suplicis més durs a l'altra vida; l'ambició per l'enriquiment personal es considera una de les principals causes de decadència de les societats al món. La usura, és a dir el préstec de diners a qualsevol tipus d'interès per baix que sigui, està completament prohibida.
Aquesta doctrina social, que esdevé un dels punts bàsics de la fe, dona origen a la idea de l'umma, és a dir, del conjunt dels creients com una comunitat sòlidament unida en què tots són germans els uns dels altres; així, els musulmans es descriuen com la comunitat que dona exemple a la humanitat, l'umma és la millor comunitat de totes les del món que té com a funció fomentar el Bé i prohibir el Mal. Aquell qui perjudiqui la comunitat ha de rebre un càstig exemplar; aquells que, des de dins, s'oposin als interessos de la comunitat han de ser reduïts per la força militar si el problema no pot resoldre's per la persuasió o per l'arbitratge.
Els deures de caritat es tenen només envers els altres musulmans, no pas envers els infidels.

### El gihad
Com que la missió de l'umma és fomentar el Bé i prohibir el Mal perquè ja no hi hagi més maldat ni corrupció al món, s'arriba a la idea del gihad. Literalment, significa ‘esforç’, la realització d'un esforç per a l'islam. Aquest abastaria des de la superació personal de totes les temptacions fins al martiri.
El gihad és una lluita activa usant els mitjans de la força i la violència sempre que calgui; no es proposa pas de convertir les persones individualment a l'islam, sinó prendre el poder en una societat per regir-la segons els principis de l'islam, la qual cosa porta, com a conseqüència lògica, a les conversions individuals.
Aquell musulmà que refusi anar al combat en la Guerra Santa (gihad) serà condemnat per Déu.
Els musulmans consideren que el terme gihad també té un significat pacífic: vèncer les temptacions i mantenir-se fidels a la llei de Déu per ser així uns bons musulmans. Ara bé, aquest significat pacífic no exclou pas el significat de gihad com a guerra santa.
En temps de guerra, el 'gihad' ha estat utilitzat com a element propagandístic, per la qual cosa avui en dia es tradueix majoritàriament per ‘guerra santa’.

### Els no creients
L'univers sencer és ple de senyals de Déu, l'ànima humana mateixa és testimoni de la Unitat de Déu. Els missatgers (profetes) s'han dedicat sempre a fer tornar els homes cap a Déu, tanmateix ha estat pocs els homes que han acceptat la veritat, la majoria l'han rebutjat i han esdevingut no creients, és a dir, kãfir (plural kuffar), paraula que en àrab vol dir desagraït. Avui dia, molts musulmans encara designen els no musulmans amb la paraula kãfir.
La relació dels musulmans amb els no creients sempre té un caire negatiu i violent. L'Alcorà prescriu que el musulmà sempre ha de lluitar contra els no creients (els infidels) i que mai no ha d'intentar fer-hi amistat perquè són enemics i, per tant, cal terroritzar-los fins que se sotmetin i paguin el tribut imposat pels musulmans, acceptant, doncs, la condició de dhimnins. Un musulmà ha de trencar tota relació amb infidels encara que aquests siguin els seus pares o germans. Els infidels són impurs; per això no se'ls ha de permetre entrar en una mesquita
Òbviament, en l'altra vida, tots els infidels aniran a l'Infern, ja que Déu no els estima; per això no val la pena pregar pels Infidels o intentar ajudar-los. Un musulmà mai no ha d'obeir les ordres d'un infidel.
Als creients d'altres confessions monoteistes, als quals es permet viure dins del món musulmà sota el règim de dhimmins. Això suposa acceptar l'autoritat musulmana i el pagament d'un tribut específic «en compensació per la protecció oferta».
El motiu d'aquest règim especial és que els musulmans consideren les altres confessions monoteistes com a versions antigues (i per tant imperfectes) de l'islam. Per tant, se suposa que han acceptat una part de la doctrina, especialment pel que fa a la unicitat de Déu.
L'actitud cap a religions politeistes, animistes, etc. té tendència a ser bel·ligerant i hostil. Existeixen nombrosos versicles incitant al total extermini d'aquestes confessions, sia via genocidi o via conversió. Però cal destacar la presència d'altres que relativitzen aquest ús de la violència, ja que es recomana perdonar a aquells que deixin de temptar als musulmans i de lluitar contra l'islam.

### Les dones[calcitació]
L'Alcorà estableix clarament que els homes s'han de fer càrrec de les dones perquè, jeràrquicament, els homes estan per sobre de les dones. Les bones musulmanes són aquelles dones submises i obedients, si mostren cap mena de rebel·lia contra els seus marits, aquests tenen dret a castigar-les fent-les dormir soles o, fins i tot, estomacant-les.
La majoria de les dones acabaran a l'infern; una dona que refusi accedir a les peticions sexuals del seu marit serà maleïda pels àngels; una dona ingrata amb el seu marit anirà a l'infern. Una dona no és pas una bona musulmana si emprèn un viatge de tres o més dies de durada sense la companyia del seu marit, fill, pare o germà.
Una dona té prohibit ser vista per altres homes a part del seu marit quan va maquillada o ben arreglada. Una dona ha de cobrir-se amb vels fins i tot en presència del seu sogre, cunyat o d'altres parents masculins
En un judici, el testimoni d'un home val igual que el de dues dones; en qüestions d'herència, una dona sempre hereta la meitat del que li correspondria a un home.
Una dona no pot gastar diners sense permís del seu marit, fins i tot si es tracta de fer caritat als necessitats o d'organitzar una festa amb els amics. També necessita el permís del marit per dur a terme pregàries extra o per practicar dejunis a part del del Ramadan. Fins i tot la llet materna pertany al marit de la dona.
Si fos legítim prostrar-se davant d'algú altre que no sigui Déu; les dones s'haurien de prostrar davant dels seus marits.
A diferència d'altres texts com en la Bíblia es restringeix el límit de dones amb què un home pot contraure matrimoni i la protegeix del seu desemparament en el cas de divorci. Tanmateix recull tot un seguit de lleis semítiques tradicionals anteriors a l'elaboració del text amb les seves corresponents condemnes que redueixen la dona a una servent de l'home i que des del punt de vista occidental contemporani són considerades clarament masclistes. Com en la Bíblia pot fins i tot donar-se el cas que per tal de salvar el seu honor l'home es vegi obligat a matar la seva muller. Un punt conflictiu és de la indumentària. Segons la interpretació que es fa dels texts es diu que les dones han d'anar tapades per no despertar el desig de l'home. Però la inexactitud en què pot ser traduït hi ha qui simplement entengui el text com una crida a les dones del profeta de no ser ostentoses.

## L'Alcorà i la vida religiosa dels musulmans

### El significat de l'Alcorà
Segons els musulmans, l'Alcorà és un llibre que cal venerar perquè és d'origen diví. Conté unes normes que regeixen tots els aspectes de la vida personal i social.
En l'Islam, el centre fonamental de la fe és Déu i el seu missatge, contingut en l'Alcorà. El Profeta Mahoma només actuà com a transmissor d'aquest missatge; per això, si comparem l'Islam amb el cristianisme, l'Alcorà és l'equivalent no pas de la Bíblia sinó de Jesucrist.
En la teologia musulmana, l'autoritat de l'Alcorà ho domina tot, ja que aquest text sagrat se'l considera etern i miraculosament inimitable.
Els musulmans atribueixen al text de l'Alcorà la capacitat de poder guarir malalties; per això, hom recitarà l'Alcorà al costat del llit del malalt

### La recitació
L'Alcorà és, principalment, un text oral, una recitació, ja que fou oralment com el va transmetre Mahoma, qui, segons ho admet la tradició musulmana mateixa, era analfabet. Per a un musulmà, el text escrit de l'Alcorà no és més que el suport material dels texts que ell té memoritzats des de la infantesa. Per això, avui dia, en molts països musulmans a l'escola es considera més important ensenyar els nens a recitar l'Alcorà de memòria que l'aprenentatge d'altres matèries.
La recitació de l'Alcorà va generalment precedida de dues fórmules tretes del mateix text alcorànic:
- Jo prego refugi a Déu contra el dimoni lapidat
- Déu ha confirmat sempre la Seva veritat

Als països musulmans hi ha els qurrà, recitadors professionals de l'Alcorà que, generalment, són cecs que s'han après el text de memòria perquè no el poden llegir i perquè la seva deficiència visual els ha estimulat la capacitat de memoritzar texts d'oïda. Els qurrà acostumen a actuar en enterraments, circumcisions de nens i en la mesquita on sovint també fan la crida a l'oració, que pot anar precedida o seguida del cant o recitació de l'Alcorà. També poden fer recitacions domèstiques i en reunions de devoció.
A tot arreu de l'Islam i allà on hi existeixin comunitats musulmanes organitzades, hi ha associacions per a la lectura de l'Alcorà, dedicades a promoure l'aprenentatge, la lectura i l'estudi del text sagrat musulmà, amb premis i sessions religioses especials.
Gràcies als progressos tècnics esdevinguts durant la segona meitat del segle xx al món occidental, als països islàmics hi proliferen discos, vídeos, cd, etc amb recitacions de l'Alcorà. Algunes emissores de ràdio difonen la recitació de l'Alcorà moltes hores al dia, fins i tot els vint-i-quatre hores. Els altaveus dels minarets de les mesquites també difonen entre les ciutats i pobles la recitació de l'Alcorà.
La recitació de l'Alcorà cal fer-la amb una actitud de respecte: descalç i en estat de purificació ritual, sense fumar, menjar o beure. Els qui l'escolten s'han de mantenir en silenci.

### L'Alcorà i la vida social i política
L'umma, és a dir, la comunitat formada pels musulmans de tot arreu del món, és una comunitat política i no pas una simple organització internacional de confraternitat religiosa com pugui ser-ho l'Església Catòlica o qualsevol altra església cristiana. L'umma pren el seu model de la comunitat que Mahoma creà a Medina després d'haver fugit de la Meca, la qual posseeix tots els atributs d'un estat islàmic.
El versicle has de manar que es faci el bé i prohibir que es faci el mal es fa servir per justificar el control polític i moral de la societat. D'altra banda, l'Alcorà regula també moltes activitats socials dins la vida familiar o domèstica, com ara la intimitat de la cambra en els matrimonis i el permís que cal demanar per entrar-hi a certes hores del dia.
Al Discurs de l'adéu, que va dirigir Mahoma als seus companys poc abans de morir, s'hi expressa la superioritat de l'Islam com a revelació divina i la superioritat dels seus preceptes socials i és un incentiu per obtenir una societat millor, perfecta, en tots els nivells. Aquest discurs és la base d'insatisfacció social permanent entre els musulmans arran de les deficiències socials i econòmiques dels països islàmics, que legitima la crítica a les autoritats de no seguir els preceptes divins, la qual cosa provoca les disfuncions socials.
Ara bé, d'altres versicles exigeixen el respecte i l'obediència a l'autoritat, en molts àmbits: domèstic, familiar, clànic o tribal, municipal, fiscal, administratiu, etc.

## Traduccions de l'Alcorà
Que l'Alcorà és inimitable i únic és una de les creences més importants dels musulmans sobre el text sagrat de l'Islam, el llibre sant revelat per Déu als homes per mitjà del seu profeta i missatger Mahoma. Així doncs, el text de l'Alcorà no pot ser mai igualat per qualsevol altre text ni en àrab ni en cap altra llengua. Ara bé, si l'Alcorà conté una revelació divina adreçada a tota la Humanitat, cal que tothom el pugui entendre en la seva llengua. Per això, els teòlegs musulmans es troben entre dos extrems: l'Alcorà en àrab és el text únic de la revelació divina a través de Mahoma, però les traduccions i els estudis són útils per a aquelles persones que no entenen l'àrab. D'ací que molts musulmans titulin les traduccions de l'Alcorà explicació, comentari o traducció dels sentits per deixar clar la traducció no és pas l'Alcorà mateix i, per tant, no pot substituir l'original àrab.
Per als musulmans, el text àrab de l'Alcorà fou revelat per Déu mentre que les traduccions les fan els homes. Per això, l'Alcorà autèntic és àrab i en àrab; el culte, la legislació i la recerca teològica només poden fer-se a partir del text en àrab.
En conseqüència, si cal aprendre's l'Alcorà de memòria per poder-lo recitar, allò que cal memoritzar-se és el text en àrab. Ara bé, aquesta és una llengua que la majoria dels musulmans desconeixen perquè en molts països musulmans es parlen unes llengües com ara el turc, el persa, el xinès, l'urdú, l'amazic, el francès, etc. que no tenen cap parentiu amb l'àrab, mentre que, als països àrabs, és a dir, en aquells països on l'àrab hi és reconegut com a llengua oficial, hi ha una diferència entre l'àrab clàssic (la llengua de l'Alcorà) i l'àrab vulgar (l'idioma que hom parla); la diferència entre l'àrab clàssic i l'àrab vulgar és semblant a la que existeix entre el llatí i el català.
Així doncs, en una madrassa (escola alcorànica), on s'obliga els nens a memoritzar-se tot el text de l'Alcorà, les criatures reciten i estudien en una llengua (l'àrab clàssic) que, en realitat, no entenen; d'ací que l'esforç memorístic hagi de ser molt gran.

## Orígens i compilació de l'Alcorà

### La tradició musulmana
Segons la tradició musulmana, l'Alcorà fou revelat a Mahoma en parts separades durant un període de vint anys. En aquelles ocasions, Mahoma entrava en una situació d'èxtasi en què perdia el coneixement; aleshores, l'arcàngel Gabriel li transmetia les revelacions. Quan tornava en si, Mahoma recitava les paraules de la revelació als que hi eren presents. Hi ha molts hadits sobre els moments en què Mahoma va rebre revelacions, per això, aquestes poden relacionar-se amb moments de la vida del Profeta; d'ací que les sures es classifiquin en sures revelades a la Meca o sures revelades a Medina.
Molta gent memoritzava les revelacions de Mahoma; ara bé, segons algunes fonts, Mahoma, que tal com ho admeten els musulmans era analfabet, ordenava que les revelacions fossin escrites per escrivans o secretaris els quals les escrivien en fulles de palmera, trossos de paper, pedres, trossos de pell, és a dir, en qualsevol cosa que s'hi pogués escriure. Segons es creu, el Profeta indicava a aquests escrivans el context en què certs passatges havien d'aparèixer.
A la batalla de Yamama (633), esdevinguda després de la mort de Mahoma (632), hi moriren molts dels qui se sabien les revelacions alcoràniques de memòria. Per això es va témer que el coneixement de les revelacions transmeses pel Profeta es perdés. Aleshores, el califa Abu-Bakr (632-634) va decidir posar-les totes per escrit fent servir com a fonts els texts escrits i les recitacions dels qui se les sabien de memòria. El compilador d'aquest text escrit fou un antic secretari de Mahoma, anomenat Zayd ibn Thàbit, que va lliurar el seu treball al califa Úmar (634-644). Després de mort d'aquest, la custòdia del text escrit quedà a càrrec de la seva filla Hafsa.
Tanmateix, posteriorment s'escrigueren d'altres versions de l'Alcorà amb un text diferent del custodiat per Hafsa, les quals circularen per tot arreu de l'imperi musulmà, que, aleshores, ja s'estenia per tot el Pròxim Orient. Per tal que no pogués haver-hi dubtes sobre quina era la lectura correcta de l'Alcorà, el califa Uthman ibn Affan (644-656) va encarregar a Zayd ibn Thàbit i a altres homes instruïts de revisar l'Alcorà; la seva feina consistia a comparar els fulls de Hafsa amb qualsevol altre material que es trobés; en cas de contradicció, es resoldria el dubte consultant amb aquells que se sabessin les revelacions de memòria. Si hi havia discrepàncies sobre la manera de pronunciar les paraules de la revelació, tindria sempre preferència la pronúncia dialectal dels quraix, la tribu a què pertanyia Mahoma. D'aquesta manera, s'arribà a redactar la versió canònica de l'Alcorà.
Segons la creença islàmica, Déu ha garantit que protegirà l'Alcorà de manipulacions humanes i, per això, avui dia hom pot trobar-ne còpies exactes a tot arreu del món. Així doncs, el text actual de l'Alcorà seria el mateix que fou revelat a Mahoma.

### Crítica a la tradició musulmana

#### Contradiccions en la tradició musulmana
La crítica a la tradició musulmana sobre l'origen de l'Alcorà comença assenyalant l'existència de versions contradictòries sobre qui va ordenar compilar les revelacions per escrit. Segons algunes fonts, qui va donar aquesta ordre no fou pas Abu-Bakr sinó el quart califa Alí (656-661), gendre i cosí de Mahoma i successor d'Uthman; algunes versions exclouen totalment la intervenció d'Abu-Bakr en la compilació del primer text.
D'altra banda, si la primera compilació va dur-se a terme durant el regnat del califa Abu-Bakr, llavors tota la feina es deuria fer en només dos anys, cosa que no sembla gaire plausible. A més, molts dels guerrers musulmans morts a Iamama eren nous conversos, en conseqüència, no se'n deurien saber gaires de versicles de memòria. Per cert, com és que la compilació feta per ordre d'Abu-Bakr no va ser publicada i acabà considerant-se com una propietat que Hafsa custodiava en secret? Potser la història de la compilació d'Abu-Bakr fou inventada o bé per disposar del mite d'una primera redacció efectuada poc després de mort Mahoma o bé per prendre-li al califa Uthman la glòria d'haver dut a terme la compilació de l'Alcorà; alguns musulmans deurien ser enemics d'Uthman, perquè aquest califa va morir assassinat.
Segons la tradició, Uthman va ordenar la compilació de l'Alcorà perquè alguns generals li ho demanaren per trobar la manera de posar fi als enfrontaments que contínuament es produïen entre tropes de diferents províncies a causa de disputes teològiques motivades en la qüestió de quina era la versió correcta de l'Alcorà. La tradició no explica, però, quin origen tenien aquestes diferents versions de l'Alcorà ni qui les havia escrites.
Uthman va ordenar a Zayd ibn Thàbit la redacció de la versió oficial de l'Alcorà; ara bé, si creiem en l'existència d'una primera compilació efectuada per ordre d'Abu-Bakr, llavors resulta que Zayd ibn Thàbit va posar-se a fer de nou la feina que havia dut a terme deu anys enrere; si, tal com s'explica, la compilació ordenada per Uthman va dur-se a terme comparant texts alcorànics d'origen desconegut amb els fulls de Hafsa, llavors Zayd ibn Thàbit va trobar-se amb el manuscrit que ell mateix havia escrit deu anys abans.
Còpies de la versió de l'Alcorà autoritzada per Uthman van ser enviades cap a Kufa, Bàssora, Damasc i la Meca entre els anys 650 i 656, i totes les altres versions foren destruïdes. D'aquestes versions destruïdes no se'n coneix res, ni l'origen ni les raons que duien els seus partidaris a considerar-les legítimes, per això no podem estar segurs que la versió d'Uthman fos la còpia fidel de les revelacions comunicades per Déu a Mahoma per mitjà de l'arcàngel Gabriel.
Segons expliquen algunes tradicions, Uthman va ordenar posar l'Alcorà per escrit per així lluitar contra el poder dels qurra -recitadors professionals de l'Alcorà- que qüestionaven l'autoritat dels califes, considerats successors del Profeta, argumentant que els versos que sabien de memòria els havien après de Mahoma mateix. D'altra banda, la manca d'un text escrit podia dur alguns qurra a inventar-se revelacions segons el seu propi interès, cosa que també podia haver fet Uthman amb la seva compilació escrita.
A més del problema que Zayd ibn Thàbit hauria fet la mateixa feina dues vegades, la primera en temps d'Abu-Bakr i la segona en època d'Uthman, hi ha d'altres qüestions més greus: en la llista de la comissió d'encarregats de redactar el text d'Uthman, s'hi inclouen homes que eren enemics d'aquest califa o, pitjor encara, homes que, en el moment de la redacció del text ja eren morts.

#### Origen dels relats sobre la compilació
Un altre problema dels relats sobre la compilació de l'Alcorà és el del moment de la seva aparició. Els primers que coneixem són els d'Al-Waqidí (823) d'Ibn Sad de l'any 844, el d'Al-Bukharí, del 870 i el de Múslim del 874; tots els quals són dos-cents anys posteriors a la mort de Mahoma (632).
A Ibn Sad se li atribueixen diferents relats sobre la compilació de l'Alcorà que resulten contradictoris:
- Els Companys de Mahoma compilaren l'Alcorà en vida del Profeta
- Algú anomenat Uthman ibn Affan va recopilar l'Alcorà no pas en vida de Mahoma sinó durant el regnat del califa Úmar (634-644)
- La compilació la va dur a terme el mateix califa Úmar

Els relats d'Al-Bukharí també es contradiuen els uns amb els altres:
- L'Alcorà fou compilat en vida de Mahoma per quatre ajudants: Ubayy ibn Kab, Muadh ibn Jàbal, Zayd ibn Thàbit i Abu-Zayd; en altres tradicions, Ubayy ibn Kab és substituït per Abu-d-Dardà.
- L'Alcorà fou compilat únicament per Zayd ibn Thàbit en temps del califa Abu-Bakr; a més es donen proves per demostrar aquesta afirmació

D'altra banda, segons Hajjaj ibn Iússuf Barhebraeus, el califa Abd-al-Màlik ibn Marwan (684-704) fou el compilador de l'Alcorà amb la qual cosa l'Alcorà s'hauria redactat no pas en l'època immediatament posterior a la mort de Mahoma sinó en temps ja dels califes omeies.

#### Les fonts no musulmanes
Hi ha diverses fonts no musulmanes de l'època de les conquestes àrabs que parlen sobre els orígens de l'Alcorà.
Joan I, patriarca monofisita d'Antioquia, va mantenir converses i diàlegs amb el general musulmà Amr bin al-As l'any 639, és a dir només set anys després de mort Mahoma; en el record d'aquestes converses, el patriarca no diu res que permeti creure en l'existència d'un llibre sagrat musulmà, malgrat que, en el transcurs de les seves converses, ell havia mostrat al general Amr bin al-As la Torà, els llibres dels profetes i els Evangelis.
Vers l'any 647, és a dir, durant el regnat del califa Otman, el patriarca de Seleúcia Isho‘yahb III va escriure una carta que demostraria que ell no tenia cap coneixement de l'existència de l'Alcorà. Segons els estudiosos, aquest patriarca hauria fet menció de l'Alcorà si n'hagués conegut l'existència.
L'any 680, en època, doncs, del califat omeia, un escriptor anònim va descriure els àrabs com a descendents d'Ismael, que encara practicaven l'antiga fe d'Abraham i parlà de Mahoma com un simple cabdill militar, sense cap mena de paper religiós. La ignorància de l'existència d'un llibre sagrat musulmà també es troba el 690 amb Joan Bar Penkaye, testimoni de les conquestes àrabs.
Tot plegat, durant el segle vii, els pensadors i escriptors cristians desconeixen l'existència de cap mena de text sagrat musulmà; no és fins a finals del primer quart del segle viii quan pensadors cristians nestorians, jacobites i melquites comencen a discutir sobre l'Alcorà. Una mica més tard, aquestes polèmiques reben resposta per part dels musulmans.
Una defensa del cristianisme escrita vers 835 per algú anomenat al-Kindi parla de la història de la transmissió de l'Alcorà i ens dona detalls del tipus d'històries que circulaven entre els musulmans, dos-cents anys després de mort Mahoma.
Segons explica al-Kindi, en els primers temps de l'Islam, l'Alcorà no va ser pas compilat en un volum, sinó que es conservà en fulls separats; per això n'hi havia diferents versions: la d'Alí, la d'Abu Bakr, la d'ibn Masud i la d'Ubai ibn Kaab. En explicar la història de la compilació ordenada pel califa Otman, al-Kindi ens explica que, en el moment de l'adveniment d'Otman, hi havia diferents versions, amb canvis i interpolacions, algunes versions tenien més extensió que d'altres. Per tal d'evitar els perills de cismes i apostasies, Otman va ordenar que tothom li lliures els fulls i inscripcions amb versicles de l'Alcorà a més dels exemplars d'una compilació de l'Alcorà escrita anteriorment; Alí, el gendre i cosí de Mahoma que succeiria Otman com a califa, no va lliurar els seus exemplars com tampoc no va fer-ho Ibn Masud. Aleshores, els homes del califa Otman ordenaren Zaïd ibn Thabit i Abdal·là ibn Abbasde revisar i corregir el text, eliminant-ne les corrupcions. Un cop redactat el text, Otman va ordenar la destrucció de totes les altres versions de l'Alcorà.
Del text redactat per ordre d'Otman, se n'envià un exemplar a la Meca, un altre a Medina, un altre a Síria i un altre cap a Kufa. Ara bé, a causa de guerres, saqueigs i incendis, a principis del segle ix, les còpies de Kufa, la Meca i Medina ja es consideraven perdudes.
Al-Kindi també explica que, posteriorment a Otman, Hajjaj bin Yusuf va esporgar molts fragments del text alcorànic, suprimint-ne els versicles que tractaven sobre els omeies i sobre els abbassides. Sis còpies d'aquest nou text foren enviades cap a Egipte, Síria, Medina, la Meca, Kufa i Basra i tots els texts que continguessin versions anteriors foren destruïts, com Otman havia fet en el seu moment. Segons recorda al-Kindi, l'enemistat existent entre Alí i Abu Bakr així com entre Omar i Otman resultava força coneguda, cadascun d'aquests califes va introduir canvis en el text de l'Alcorà per afavorir les seves postures i van suprimir el que consideraven contrari als seus interessos.
Un fet significatiu: el califa Mutawakkil (847-861), pertanyent a la nissaga dels abbàssides, va ordenar Ali bin Rabbanat-Tabari d'escriure una apologia de l'Islam, en resposta als texts escrits pels cristians. Ali bin Rabbanat-Tabari no va refutar pas les acusacions d'al-Kindi sobre manipulacions en el text de l'Alcorà sinó que es va limitar a replicar que si en la transmissió de l'Alcorà hi havia hagut manipulacions i adulteracions, això també havia passat en la transmissió dels texts cristians.

#### Proves de canvis en el text de l'Alcorà
As-Suyutí, mort el 1505, un dels més famosos comentadors de l'Alcorà, cita el teòleg Ibn Úmar al-Khattab dient que ningú no pot conèixer el contingut complet de l'Alcorà perquè una gran part s'ha perdut; a més, Aixa, l'esposa preferida del Profeta, va explicar que la sura La Partició contenia dos-cents versos, ara bé, en la còpia redactada per ordre del califa Útman l'extensió d'aquesta sura és de només setanta-tres versos. Entre els versicles suprimits, hi havia el de La lapidació on, suposadament, s'hi contenia l'ordre d'Al·là que si un home o una dona vells cometen adulteri, lapideu-los fins a la mort.
Molts texts alcorànics trobats en inscripcions i monedes del segle vii difereixen de la versió canònica actual. Això també passa amb versicles alcorànics inscrits amb fins ornamentals a les parets de la Mesquita de la Roca, construïda a Jerusalem entre els anys 691 i 692, durant el regnat del califa omeia Abd-al-Màlik.
D'altra banda, alguns estudiosos afirmen que una gran part de l'Alcorà és, en realitat, anterior a Mahoma, ja que procedeix de texts litúrgics usats per àrabs monoteistes, potser jueus o cristians o dels misteriosos hanifs.